# Sopwith Bee
El Sopwith Bee fue un pequeño biplano construido en 1916 como avión personal para Harry Hawker, piloto de pruebas jefe de Sopwith.

## Diseño y desarrollo
El Bee era un biplano de un solo vano, propulsado por un motor motor rotativo Gnome Omega de 37 kW (50 hp), destinado a ser utilizado por Hawker como vehículo de transporte y para acrobacias aéreas. Al igual que con los aviones de combate de Sopwith contemporáneos, se hizo un gran esfuerzo para concentrar los componentes más pesados lo más cerca del centro de gravedad del avión para optimizar la maniobrabilidad: esto requirió un gran corte semicircular en el borde de fuga del ala superior para acomodar al piloto. El control lateral se lograba mediante la deformación de las alas.
Posteriormente, el Bee fue equipado con una única ametralladora Vickers de 7,7 mm sincronizada, posiblemente con miras a cubrir el requisito del Almirantazgo por un pequeño avión de exploración capaz de operar desde destructores de torpederos, pero esto quedó en nada y no se llevó a cabo más desarrollo del modelo.
A veces se hacía referencia al avión como Tadpole.

## Especificaciones
Referencia datos: Mason

### Características generales
- Tripulación: Uno (piloto)
- Longitud: 4,3 m (14,2 ft)
- Envergadura: 5 m (16,2 ft)
- Planta motriz: 1× motor rotativo de 7 cilindros refrigerado por aire Gnome Omega.
  - Potencia: 37 kW (51 HP; 50 CV)
- Hélices: Bipala

### Armamento
- Ametralladoras: 

  - 1x Vickers de 7,7 mm